# Giuleștii de Sus
Giuleștii de Sus – wieś w Rumunii, w okręgu Vâlcea, w gminie Fârtățești. W 2011 roku liczyła 229 mieszkańców.